# Myriam Susana Coutada
Myriam Susana Coutada (30 de octubre de 1951- desaparecida el 16 de octubre de 1976), fue una militante peronista y estudiante de Psicología víctima de desaparición forzada durante la última dictadura cívico-militar argentina (1976 – 1983). Al momento de su desaparición se encontraba embarazada de siete u ocho meses. Actualmente la organización Abuelas de Plaza de Mayo continúa la búsqueda del niño o niña que debió nacer en cautiverio entre noviembre y diciembre de 1976.

## Sobre su vida
Myriam Susana Coutada nació en Santo Tomé, provincia de Corrientes el 30 de octubre de 1951. Su familia la llamaba "Mirita". Sus padres eran docentes y tenía tres hermanos: Mabel, Norma y Guido.
En su juventud, junto con sus hermanos se trasladó a  la ciudad de Rosario para estudiar. Una vez allí, se anotó en la carrera de Psicología en la Universidad Nacional de Rosario en el año 1969, siendo su número de legajo el C-473. En la facultad conoció a Eduardo Lagrutta, estudiante de psicología y quién posteriormente sería su pareja (luego asesinado en San Nicolás durante un operativo ilegal de detención el 1 de noviembre de 1976).
Su compromiso social la hizo desplegar su solidaridad mediante una acción social y militante para con los necesitados en los barrios periféricos de la ciudad de Rosario.
Myriam Coutada comenzó su militancia en la JUP (Juventud Universitaria Peronista) y junto con Eduardo Lagrutta militaron en la JP (Juventud Peronista), en el PB (Peronismo de Base), y luego en la organización Montoneros. Sus compañeros la llamaban "La Correntina", "La Chaqueña", "Olga", "La Tana" o "La Gringa".
En 1975 Myriam y Eduardo deciden comenzar a vivir juntos. Hacia enero de 1976 ambos se habían incorporado a Montoneros  e integraban la columna “17 de octubre” también conocida como columna “Norte-Norte”.  
Luego del golpe de Estado del 24 de marzo de 1976 y tras el asesinato del compañero de su hermana menor, Norma Horizontina Coutada -luego también secuestrada el 1 de septiembre de 1977 y hasta hoy desaparecida- Myriam y Eduardo deciden mudarse. En abril de 1976 dejan Rosario y se trasladan a Buenos Aires, a un barrio fabril de la zona de Zárate llamado Villa Angus y se instalan en una casa en calle Rodríguez Peña al 400, sobre calle  Chacabuco.
El 3 de octubre de 1976, Myriam se reúne por última vez con su hermana Mabel en el cementerio de San Nicolás. Es en ese encuentro que Myriam le hace un regalo en cuya bolsa decía “Zárate”, dato por el cual su familia se entera de que es allí donde residía junto con Eduardo.

## Desaparición
Myriam Coutada y Eduardo Lagrutta compartían su vivienda en Zárate con Olga Ventorino de Zaldarriaga, (también militante de Montoneros y apodada “Adriana” o “La Flaca”) y sus dos hijos Claudio y Verónica de 9 y 6 años. La última pareja de Olga había sido Óscar Boero (Asesinado el 5 de octubre de 1975 en Formosa).
Según se logró reconstruir a partir del testimonio de vecinos y vecinas el 15 de octubre de 1976 los militares arribaron a la casa donde vivía Myriam a las 23 horas y se instalaron en los patios de los vecinos con armas, camiones y ametralladoras. Las luces de toda la manzana se apagaron cuatro horas antes. La casa quedó destruida. El operativo represivo fue realizado en conjunto por diversas fuerzas del Comando de Área 400 Zárate.
Eduardo Lagrutta logró sobrevivir a la balacera y según su versión de los hechos Myriam había resultado malherida siendo poco probable que hubiese sobrevivido. Sin embargo, según testimonios de las vecinas, Myriam había salido caminando siendo escoltada por dos soldados, lo cual refuerza la hipótesis de que su embarazo llegó a término.
En ese operativo del 16 de octubre de 1976 Myriam fue secuestrada en su domicilio de Zárate, Buenos Aires. Al momento del secuestro estaba embarazada de siete meses u ocho meses. Se cree que estuvo detenida en Campo de Mayo a 30 kilómetros del centro de Buenos Aires. Su cuerpo no fue recuperado y ella aun continúa desaparecida.

## Justicia
Juan Carlos Houlle, esposo de Mabel Coutada (hermana de Myriam Coutada) fue quien realizó la denuncia de la desaparición de su cuñada, ante la CONADEP.
Actualmente la organización Abuelas de Plaza de Mayo continúa la búsqueda del niño o niña que debió nacer en cautiverio entre noviembre y diciembre de 1976.
El caso de Myriam Coutada es el N°388 y está enmarcado dentro de la Mega Causa de Campo de Mayo, que agrupa 175 casos en un juicio que se sigue por crímenes de lesa humanidad cometidos en Campo de Mayo contra 323 víctimas que, entre 1976 y 1978, estuvieron cautivas en el centro clandestino de detención que funcionó en ese predio del Ejército. La familia Coutada, actualmente es Querellante por este caso, dentro de la Causa N° 4012, que se instruye bajo la órbita del Fiscal Marcelo García Berro, con el patrocinio del Dr. Pablo Llonto.

## Homenajes
- El 23 de octubre de 2012 se realizó en la localidad de Zárate en el colegio ESB N.º 7 un acto en homenaje a la desaparición de Olga Ventorino, Myriam Coutada y Eduardo Lagrutta. Del encuentro participaron docentes y alumnos; quienes presentaron una breve narración, junto con imágenes alusivas, sobre los sucesos acontecidos en octubre de 1976. También contó con la participación de Mabel Coutada, hermana de Myriam Coutada. El acto fue organizado por el personal directivo de la escuela en conjunto con la secretaría de Desarrollo Humano y Promoción Social y la secretaría Jefatura de Gabinete municipal, a través de su dirección de Organizaciones y Participación Comunitaria. A modo de cierre, se presentó un mural hecho con stencils realizado por los alumnos de la escuela.[18]
- En diciembre de 2012 el Departamento de Derechos Humanos  del municipio de Zárate, junto a familiares de desaparecidos y sobrevivientes del terrorismo de Estado, llevó a cabo la señalización del sitio en el que en octubre de 1976 Olga Ventorino, Myriam Coutada y Eduardo Lagrutta fueron objeto de un operativo de un grupo de tareas. Participaron del encuentro familiares, ex detenidos e investigadores.[19]
- En el año 2014 se realizó un ciclo de siete microprogramas llamado “Un aire a vos. Los nietos que buscamos” que relata la búsqueda de niños apropiados durante la dictadura cívico militar. Tal Ciclo fue producido por el Ministerio de Innovación y Cultura, a través del programa Señal Santa Fe, en coproducción con los ministerios de Justicia y Derechos Humanos y de Gobierno y Reforma del Estado, a partir de un proyecto de H.I.J.O.S Rosario y la Asociación Abuelas de Plaza de Mayo. Los capítulos llevan los nombres de los padres de jóvenes buscados y entre ellos se encuentra el caso  “Coutada-Lagrutta".[15][20][21]
- El 23 de marzo de 2021 la Facultad de Humanidades y Artes de la Universidad Nacional de Rosario junto con las responsables del programa de Preservación documental “La Facultad de Humanidades y Artes: historia, memoria y política” realizaron un acto homenaje de reparación de legajos y material documental recuperado de docentes, estudiantes y graduados/as desaparecidos/as y asesinados/as durante el terrorismo de Estado de la ex Facultad de Filosofía y Letras (actual Humanidades y Artes) de la Universidad Nacional de Rosario. Entre esos legajos se encontraba el de Myriam Coutada.[22]